# Irbesartan
Irbesartan (INN) is een zogenaamde angiotensine II-receptorantagonist. Het wordt als geneesmiddel gebruikt voor de behandeling van hypertensie (hoge bloeddruk).
Irbesartan werd ontdekt door Sanofi (nu Sanofi-Aventis), dat het samen met Bristol-Myers Squibb verder ontwikkelde en wereldwijd op de markt brengt. Merknamen van geneesmiddelen op basis van Irbesartan zijn Aprovel, Karvea en Avapro.
Aprovel en Karvea zijn in de Europese Unie toegelaten sedert 27 augustus 1997.

## Werking
Irbesartan remt de werking van angiotensine II, een hormoon in het bloed dat de bloedvaten vernauwt en de bloeddruk verhoogt. Irbesartan bindt zich aan de receptoren waaraan angiotensine zich bindt, en verhindert zo de werking van angiotensine. Daardoor verwijden de bloedvaten weer, daalt de bloeddruk en vermindert op termijn het risico op schade als gevolg van een te hoge bloeddruk, zoals een beroerte.
Andere angiotensine II-receptorantagonisten (waarvan de INN eindigt op -sartan) zijn: candesartan, eprosartan, losartan, olmesartan, tasosartan, telmisartan en valsartan.
Irbesartan wordt ook gecombineerd met een ander bloeddrukverlagend middel, nl. het diureticum hydrochloorthiazide. Geneesmiddelen met deze combinatie zijn: Irbesartan Hydrochlorothiazide BMS (Bristol-Myers Squibb), Irbesartan Hydrochlorothiazide Winthrop, Karvezide, Avalide, CoAprovel en Avapro HCT.

## Indicaties
Irbesartan wordt toegediend aan patiënten met essentiële hypertensie (hoge bloeddruk die niet veroorzaakt is door een andere aandoening). Het wordt ook gebruikt voor de behandeling van nieraandoeningen (diabetische nefropathie) bij patiënten met hypertensie en type 2-diabetes mellitus (niet insuline-afhankelijke diabetes).

## Bijwerkingen
De meest voorkomende bijwerkingen (bij 1 tot 10 patiënten op 100) zijn: duizeligheid, misselijkheid, braken, vermoeidheid, spier- en gewrichtspijn. Er werd ook een verhoging van creatinekinase (een enzym in de spieren) vastgesteld. Bij patiënten waarbij een hoge bloeddruk en type 2 diabetes met een nierziekte is vastgesteld, wordt vaak een verhoogd kaliumgehalte in het bloedonderzoek aangetroffen.

## Contra-indicaties
Irbesartan mag niet worden gebruikt bij mensen die overgevoelig (allergisch) zijn voor irbesartan of enig ander bestanddeel van het middel, of worden toegediend aan vrouwen die zwanger zijn of borstvoeding geven. Het mag niet aan kinderen worden toegediend.

## Giftige verontreiniging
Een maand na de ontdekking bij valsartan, maakte de FDA bekend in oktober 2018 dat ook bij dit geneesmiddel het toxische N-Nitrosodiethylamine (NDEA) was aangetroffen. Aurobindo Pharma riep hierop 22 series van het geneesmiddel terug uit de verkoop.